# Kaldezja dziewięciornikowata
Kaldezja dziewięciornikowata (Caldesia parnassifolia (L.) Parl.) – gatunek rośliny należący do rodziny żabieńcowatych.

## Rozmieszczenie geograficzne
Występuje w stanie dzikim w Europie Środkowej i Wschodniej, Azji i Afryce. W Polsce jest gatunkiem skrajnie rzadkim – znana była z siedmiu tylko stanowisk: koło Stargardu, Bydgoszczy, Poznania (jezioro Góreckie), Czarnkowa, Zamościa i Międzyrzecza na ziemi lubuskiej. Na przełomie XX i XXI w. potwierdzono jej występowanie już tylko w jeziorze Nietopersko koło Międzyrzecza. Kolejne stanowisko stwierdzono w jeziorze Uściwierz i w 2016 było ono najliczniejsze w Polsce.

## Morfologia

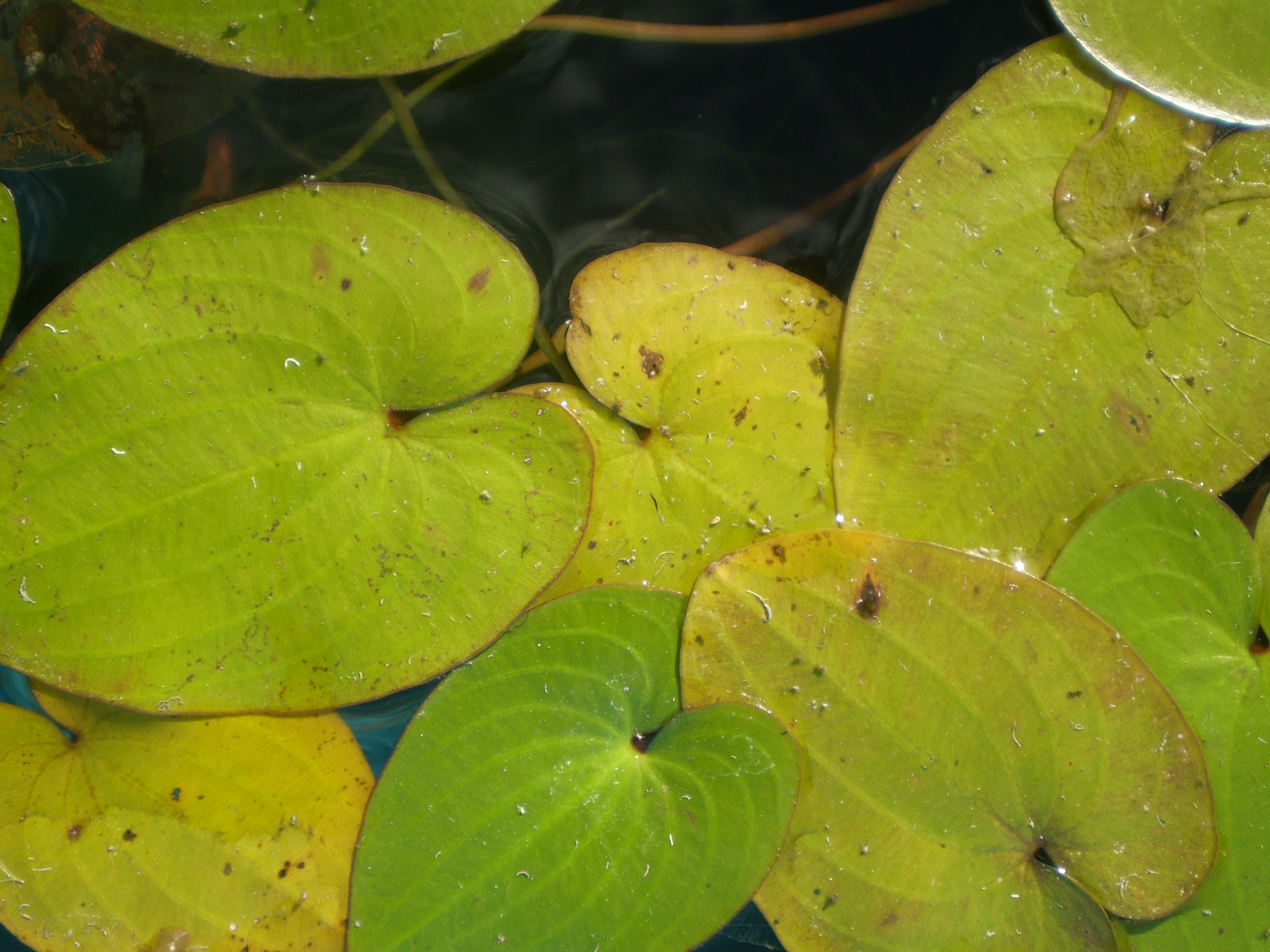
Liście pływające

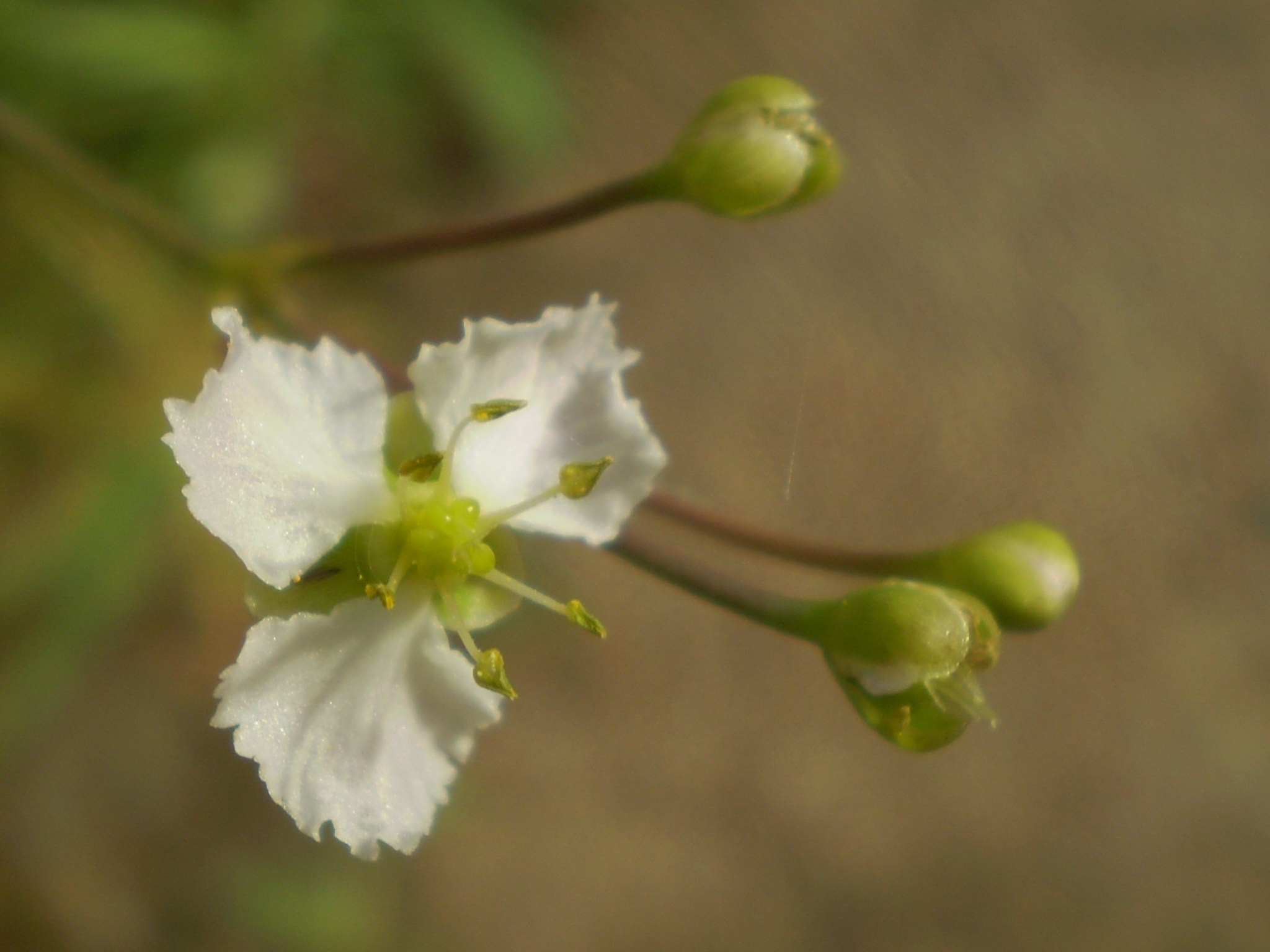
Kwiat

PokrójWytwarza 3 formy: wodną (typową), podwodną oraz lądową. Forma wodna ma długoogonkowe, jajowate i pływające liście i ponad wodą wytwarza obfity kwiatostan. Forma podwodna ma liście małe, długoogonkowe, o eliptycznych blaszkach i nie tworzy kwiatostanu. Forma lądowa jest niska, ma jajowate liście na krótkich ogonkach, tworzy niewielki kwiatostan.
ŁodygaBezlistna, dochodząca do 30 cm. Występuje krótkie kłącze.
LiścieLiście odziomkowe wyrastają z kłącza. Mają długie, płaskie ogonki i blaszki szerokojajowate, w nasadzie głęboko sercowate, a na szczycie nieco zaostrzone lub tępe.
KwiatyBiałe z licznymi słupkami.
OwocSuche pestkowce.

## Biologia i ekologia
RozwójBylina. Kwitnie w lipcu i sierpniu. Rzadko jednak wytwarza owoce. Krótko tylko utrzymują się one na wodzie i toną. Rozmnaża się głównie wegetatywnie. Pod koniec lata wytwarza turiony, dzięki którym rozmnaża się wegetatywnie i zimuje.
SiedliskoKorzeni się w mulistym dnie mezotroficznych jezior, rośnie w strefie szuwarów. Hydrofit.
GenetykaLiczba chromosomów 2n=22.

## Zagrożenia i ochrona
Roślina objęta w Polsce ochroną gatunkową – jedyna populacja liczyła w latach 80. XX wieku kilkanaście płonnych osobników. Gatunek objęty konwencją berneńską. Największym źródłem zagrożenia jest zanieczyszczenie jezior. Możliwe jest zachowanie tego gatunku w Polsce tylko pod warunkiem ochrony jego siedlisk i zachowania niezmienionych warunków środowiska.
Kategorie zagrożenia gatunku:
- Kategoria zagrożenia w Polsce według Czerwonej listy roślin i grzybów Polski (2006)[8]: E (wymierający, krytycznie zagrożony); 2016: CR (krytycznie zagrożony)[9]
- Kategoria zagrożenia w Polsce według Polskiej czerwonej księgi roślin: CR (critical, krytycznie zagrożony)[10]